# Мартинсбург (Небраска)
Мартинсбург (енгл. Martinsburg) град је у америчкој савезној држави Небраска.

## Демографија
По попису из 2010. године број становника је 94, што је 9 (-8,7%) становника мање него 2000. године.
| Група             | 2000.       | 2010.      |
| Белци             | 101 (98,1%) | 89 (94,7%) |
| Афроамериканци    | 0 (0,0%)    | 0 (0,0%)   |
| Азијати           | 0 (0,0%)    | 1 (1,1%)   |
| Хиспаноамериканци | 2 (1,9%)    | 3 (3,2%)   |
| Укупно            | 103         | 94         |